# العلاقات الباربادوسية البوتانية
العلاقات الباربادوسية البوتانية هي العلاقات الثنائية التي تجمع بين باربادوس وبوتان.

## مقارنة بين البلدين
هذه مقارنة عامة ومرجعية للدولتين:
| وجه المقارنة                                              | باربادوس       | بوتان          |
| --------------------------------------------------------- | -------------- | -------------- |
| المساحة (كم2)                                             | 439            | 38.39 ألف      |
| عدد السكان (نسمة)                                         | 285.72 ألف     | 807.61 ألف     |
| الكثافة السكانية (ن./كم²)                                 | 65.08 ألف      | 21.04          |
| العاصمة                                                   | بريدج تاون     | تيمفو          |
| اللغة الرسمية                                             | لغة إنجليزية   | لغة دزونكا     |
| العملة                                                    | دولار بربادوسي | نغولترم بوتاني |
| الناتج المحلي الإجمالي (بليون دولار)                      | 4.80 مليار     | 2.51 مليار     |
| الناتج المحلي الإجمالي (تعادل القوة الشرائية) بليون دولار | 4.66 مليار     | 6.49 مليار     |
| الناتج المحلي الإجمالي الاسمي للفرد دولار أمريكي          | 15.43 ألف      | 2.66 ألف       |
| الناتج المحلي الإجمالي للفرد دولار أمريكي                 | 16.06 ألف      | 7.82 ألف       |
| مؤشر التنمية البشرية                                      | 0.795          | 0.605          |
| رمز المكالمات الدولي                                      | +1246          | +975           |
| رمز الإنترنت                                              | .bb            | .bt            |
| المنطقة الزمنية                                           | 00             | ت ع م+06:00    |

## منظمات دولية مشتركة
يشترك البلدان في عضوية مجموعة من المنظمات الدولية، منها:
| علم المنظمة | اسم المنظمة                        | تاريخ انضمام باربادوس | تاريخ انضمام بوتان |
| ----------- | ---------------------------------- | --------------------- | ------------------ |
|             | مؤسسة التنمية الدولية              | 29 سبتمبر 1999        | 28 سبتمبر 1981     |
|             | يونسكو                             | 24 أكتوبر 1968        | 13 أبريل 1982      |
|             | وكالة ضمان الاستثمار متعدد الأطراف | 12 أبريل 1988         | 21 أكتوبر 2014     |
|             | الأمم المتحدة                      | 9 ديسمبر 1966         | 21 سبتمبر 1971     |
|             | الاتحاد البريدي العالمي            | ?                     | ?                  |
|             | البنك الدولي للإنشاء والتعمير      | 12 سبتمبر 1974        | 28 سبتمبر 1981     |
|             | الاتحاد الدولي للاتصالات           | 16 أغسطس 1967         | 15 سبتمبر 1988     |
|             | منظمة حظر الأسلحة الكيميائية       | ?                     | ?                  |
|             | مؤسسة التمويل الدولية              | 25 يونيو 1980         | 1 ديسمبر 2003      |
|             | منظمة الشرطة الجنائية الدولية      | ?                     | ?                  |

## وصلات خارجية
- موقع وزارة الخارجية الباربادوسية
- موقع وزارة الخارجية البوتانية